# Périssac
Périssac és un municipi francès, situat al departament de la Gironda i a la regió de la Nova Aquitània. És un dels municipis situats al País Gavai o Gavacheria, que tot i trobar-se geogràficament a Occitània és de parla oïl (saintongesa)

## Demografia
| 1962                                       | 1968 | 1975 | 1982 | 1990 | 1999 | 2007  |
| ------------------------------------------ | ---- | ---- | ---- | ---- | ---- | ----- |
| 588                                        | 621  | 642  | 719  | 864  | 877  | 1.029 |
| Des de 1962: població sense dobles comptes |      |      |      |      |      |       |

## Administració
| Període   | Identitat         | Partit |
| --------- | ----------------- | ------ |
| 1945-1947 | Jean Favre        |        |
| 1947-1967 | Adrien Baron      |        |
| 1967-1975 | Jean Favre        |        |
| 1975-     | Jean-Pierre Baret |        |